# 安藤陳定
安藤 陳定（あんどう のぶさだ）は、江戸時代中期の紀伊国田辺藩7代藩主。

## 略歴
享保2年（1717年）10月、6代藩主・安藤陳武の長男として誕生。同月7日に父が死去したため、同年11月19日に当主となった。
しかし享保9年（1724年）11月29日に8歳で早世し、跡を一門の雄能（大身旗本・安藤直利の次男）が継いだ。